# 小行星4336
小行星4336（英語：4336 Jasniewicz）是一颗围绕太阳公转的小行星。1984年8月31日，B. A. Skiff在可可尼诺县发现了此天体。
这颗小行星的绝对星等为32.82382等。